# Santa Eulalia de Búbal
Búbal (llamada oficialmente Santa Baia de Búbal) es una parroquia española del municipio de Carballedo, en la provincia de Lugo, Galicia.

## Otras denominaciones
La parroquia también es conocida por el nombre de Santa Eulalia de Búbal.

## Organización territorial
La parroquia está formada por nueve entidades de población:

### Entidades de población
Entidades de población que forman parte de la parroquia:
- Gustei
- Lobagueira (A Lobagueira)
- Mazaira
- Mundín
- Piñeiro (O Piñeiro)
- Santabaia (Santa Baia)
- Vilar do Monte

### Despoblados
Despoblados que forman parte de la parroquia:
- Lixibán
- Porteiro

## Demografía
| Gráfica de evolución demográfica de Búbal entre 2000 y 2019 |
|                                                             |
| Datos según el nomenclátor publicado por el INE.            |